# Beit 'Anan
Beit 'Anan, també Bayt I'nan (àrab: بيت عنان, Bayt ʿInān), és una vila palestina de la governació de Jerusalem, a Cisjordània, situada al nord-oest de Jerusalem, sota la jurisdicció del municipi de Jerusalem. Segons l'Oficina Central Palestina d'Estadístiques tenia 4.653 habitants el 2016. Alguns residents tenen documents d'identitat israelians i altres palestins.

## Història
En 1159, Bethanam és mencionada en fonts croades en relació amb la definició de les fronteres entre ell i Parva Mahomeria. En 1883 el Survey of Western Palestine (SWP) del Fons per a l'Exploració de Palestina va suggerir que Beit 'Anan era idèntic a la vila croada de Beithumen, un feu del Sant Sepulcre en el segle xii. Tanmateix en 1887 Röhricht creia que era més probable que Beitunia fos Beithumen, i en 1890 Conder era totalment d'acord amb Röhricht.

### Època otomana
Beit 'Anan va ser incorporada a l'Imperi Otomà en 1517 amb tota Palestina, i el 1596 va aparèixer en els registres d'impostos dins la nàhiya d'al-Quds del liwà homònim. Tenia una població de 28 llars, totes musulmanes. En 1838 era assenyalada com a vila musulmana situada a l'àrea de Beni Malik, a l'oest de Jerusalem.
L'explorador francès Victor Guérin va visitar el lloc el 1863 i estimà que tenia 600 habitants, mentre que una llista oficial de viles otomanes del 1870 mostrava que "Bet 'Anan" tenia 59 cases i una població de 220, encara que la població només comptava els homes. En 1883 el Survey of Western Palestine (SWP) del Fons per a l'Exploració de Palestina descrivia la vila com «un petit poble al cim d'una cresta plana; prop d'una carretera principal cap a l'oest es troben restes d'un kan amb aigua, i una milla a l'est hi ha una font.» En 1896 la població de Beit 'Anan era estimada en unes 450 persones.

### Mandat Britànic de Palestina
Beit 'Anan fou capturada per les forces britàniques durant la batalla per Jerusalem de 1917 durant la campanya a Palestina contra els otomans. Va ser descrit com un llogaret situat al turó que comandava Dukka des del sud, en el camí cap a Kubeibeh, identificat com l'antiga Emmaús.
En el cens de Palestina de 1922, dut a terme per les autoritats del Mandat Britànic, "Bait 'Inan" tenia 509 musulmans, incrementada en el cens de 1931 a 654 musulmans en 162 cases.
En 1945 Beit I'nan tenia 820 musulmans, amb 10,105 dúnams de terra, segons una enquesta de terra i població. D'aquests, 2,015 dúnams eren plantacions i terra de rec, 2,471 eren usats per a cereals, mentre 63 dúnams eren sòl edificat.

### Després de 1948
Després de la Guerra araboisraeliana de 1948 i els acords d'armistici de 1949, Beit 'Anan va quedar sota un règim d'ocupació jordana. Des de la Guerra dels Sis Dies en 1967, Beit 'Anan ha romàs sota ocupació israeliana.
El 2012, la població de Beit Anan era de prop de cinc mil habitants, amb quatre mil més emigrats i els seus descendents. Hi ha prop de 2.000 persones que viuen a Jordània, la majoria a Zarqa. Més de 2.000 viuen als Estats Units, la majoria dels quals viuen a la zona de Paterson (Nova Jersey). Uns altres viuen a Louisiana, Illinois, Ohio i Florida, i uns pocs viuen a Michigan. Alguns dels seus descendents viuen al Brasil. La migració de Beit Anan va començar a principis dels anys cinquanta. Després, gairebé tots es dirigien cap al Brasil. Des de finals dels seixanta i fins avui, la migració de Beit Anan ha estat pràcticament als Estats Units.

#### Educació i cultura
Beit 'Anan té una escola de la UNRWA per a noies amb 560 estudiants, dues escoles primàries per a nens i tres jardins d'infants. La mesquita d'Abu Ayob al-Ansary es troba a Beit 'Anan. El poble disposa de dues clíniques de salut i diversos clubs esportius. El 2009 es va celebrar a Beit Anan un festival de cultura de quatre dies i hi van assistir més de 15.000 persones.

#### Enclavament de Biddu
Beit 'Anan junt amb Biddu, Beit Duqqu, Beit Surik, Qatanna, al-Qubeiba, Beit Ijaz, Kharayib Umm al Lahim and at Tira formen l'"enclavament de Biddu." L'enclavament estarà vinculat a Ramal·lah per passos inferiors i una carretera tancada.

#### Mur de Cisjordània
Al juliol de 2004, l'Alt Tribunal de Justícia Israelià va cancel·lar ordres militars per a la confiscació de centenars de dúnams de terres del poble per construir el Mur de Cisjordània. El Mur hauria de passar prop de Beit 'Anan i tallaria el poble de moltes de les seves terres. Després de la sentència, el Mur es va repartir a una distància més llarga de la vila.